# Ambostracon bertelsae
Ambostracon bertelsae is een mosselkreeftjessoort uit de familie van de Hemicytheridae. De wetenschappelijke naam van de soort is voor het eerst geldig gepubliceerd in 1991 door Sanguinetti, Ornellas & Coimbra.